# Palazzo Roverella
Le Palazzo Roverella est un palais de style Renaissance situé dans le centre historique de Ferrare, en Italie.

## Histoire et description
La conception et la construction du palais (1508) est attribuée à Biagio Rossetti, commandité par Gaetano Magnanini, secrétaire du duc Alphonse Ier d'Este. Le palais devint ensuite la propriété de la famille Roverella au XIXe siècle. La façade du palais comporte des éléments de style maniériste.

Le palais ne doit pas être confondu avec le Palazzo Roverella de Rovigo, également attribué à Rossetti, et qui sert maintenant de la galerie de peinture municipale.

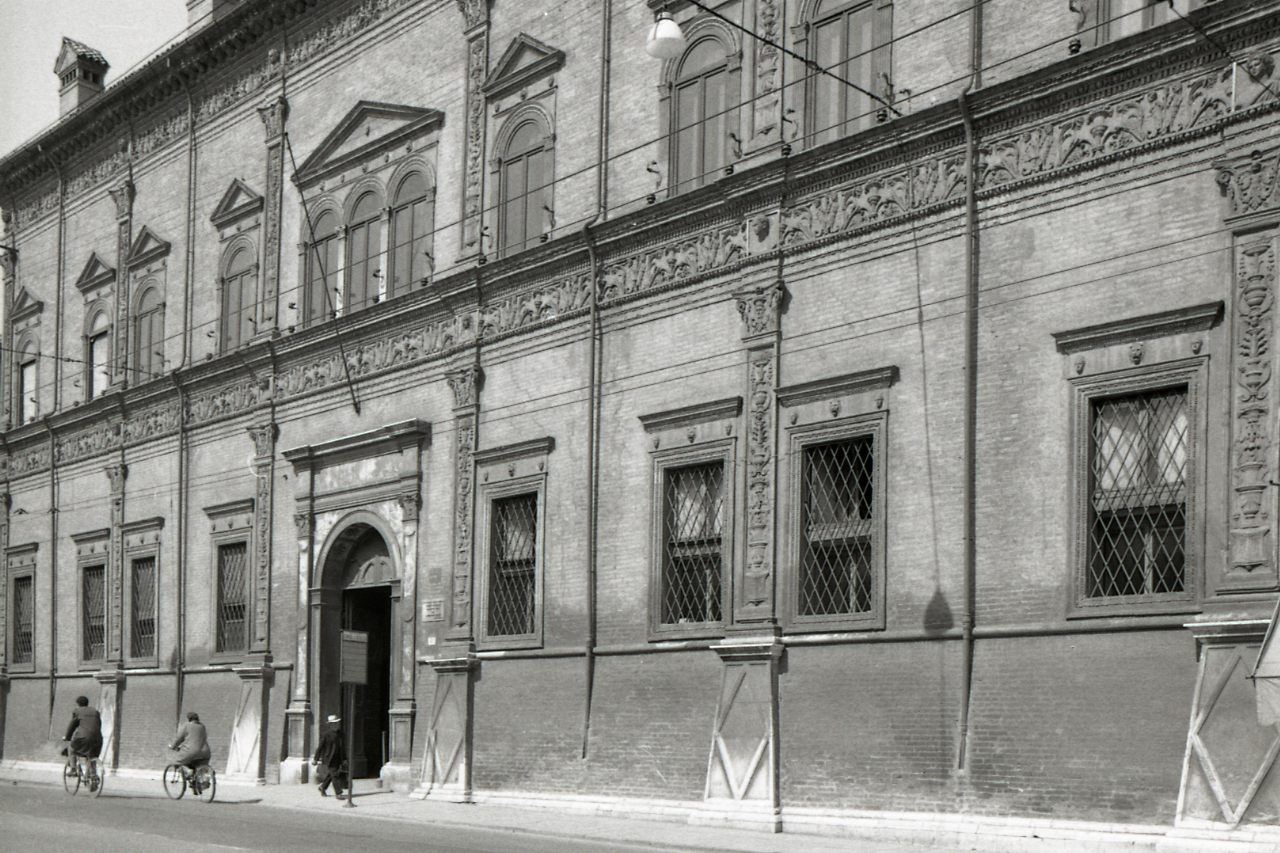
Photo par Paolo Monti, 1969